# Рожанське (заповідне урочище)
Рожа́нське — заповідне урочище (лісове) місцевого значення в Україні. Розташоване в межах Сколівського району Львівської області, на схід від села Нижня Рожанка.
Площа 3,6 га. Статус надано згідно з рішенням Львівського облвиконкому № 495 від 09.10.1984 року. Перебуває у віданні ДП «Славський лісгосп» (Рожанське лісництво, кв. 23).
Статус надано з метою збереження високопродуктивного смерекового насадження віком бл. 120 років. Урочище розташованих на крутосхилах масиву Сколівські Бескиди.
На сході від урочища бере початок струмок Хамін.

## Світлини

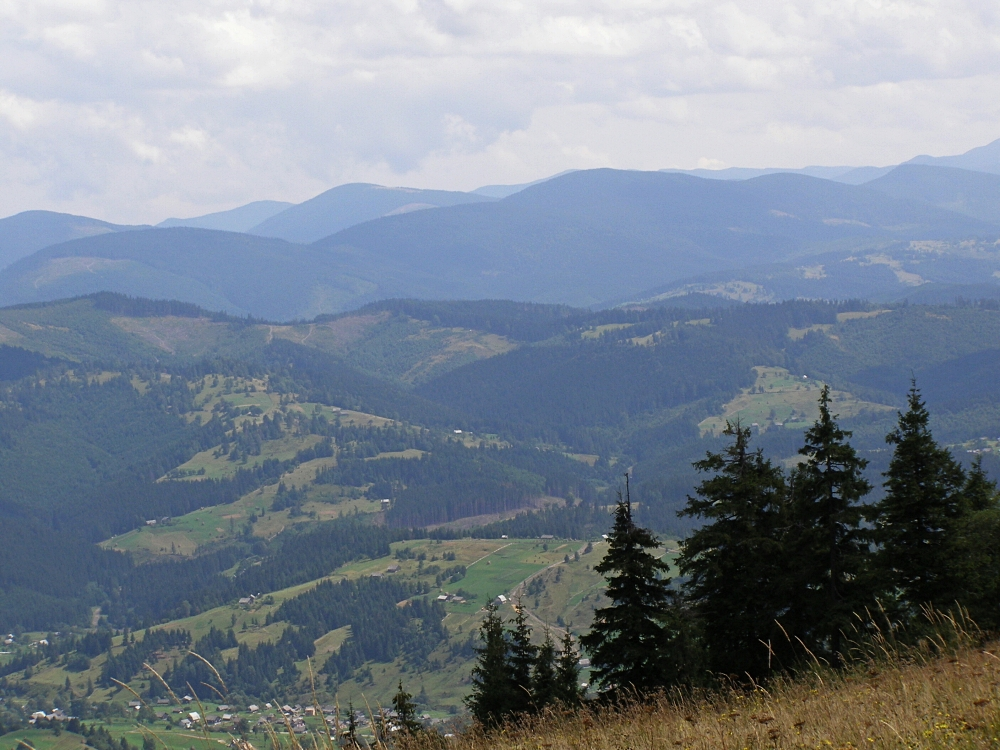
Краєвид на долину
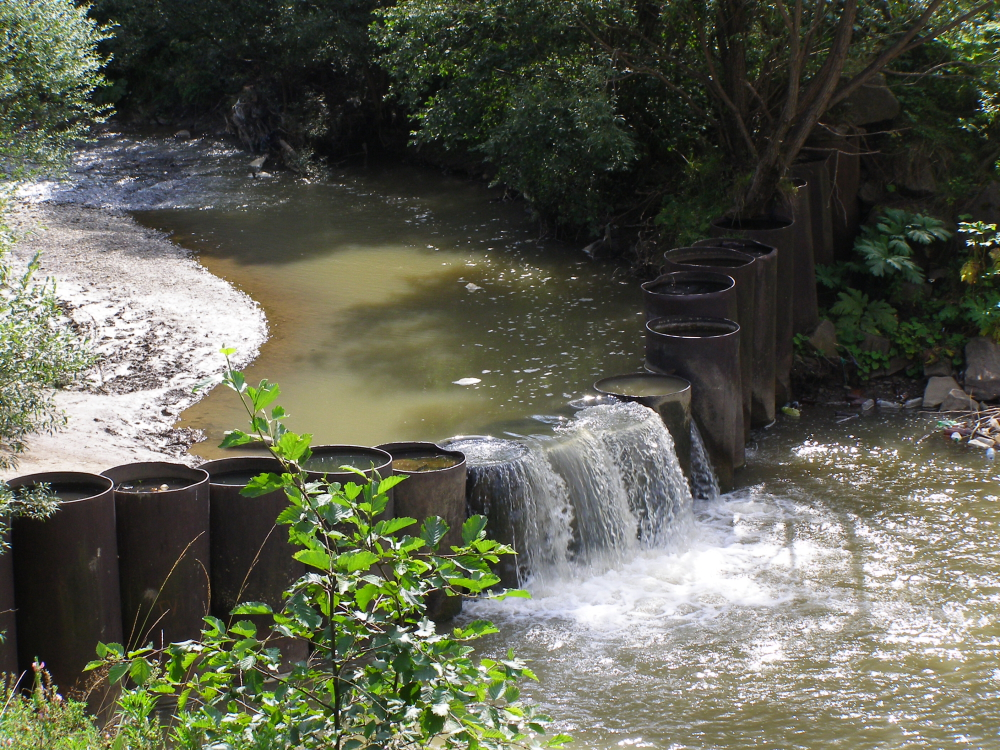
Потічок
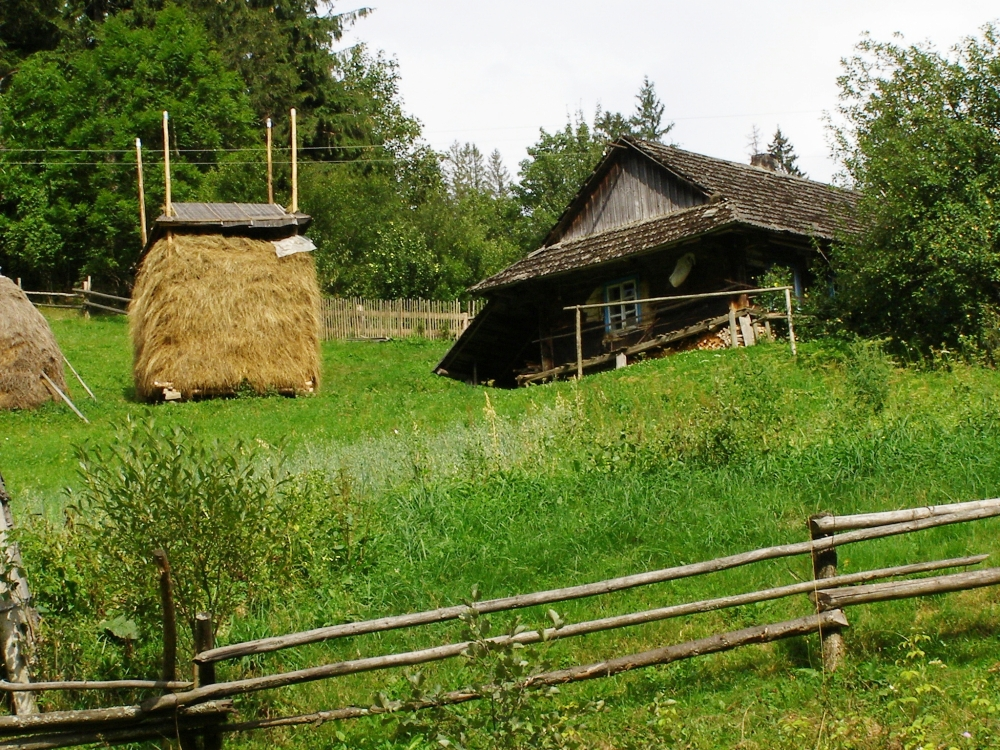